# Pacific Telegraph Company
Die Pacific Telegraph Company (deutsch „Pazifische Telegrafengesellschaft“) war ein in den 1860er-Jahren bestehendes US‑amerikanisches Kabelunternehmen. Hauptzweck war die Errichtung einer Telegrafenlinie, die das damals bereits bestehende Telegrafennetz im Osten der Vereinigten Staaten von Amerika quer durch den Kontinent mit dem in Kalifornien verbinden sollte. Diese wurde am 24. Oktober 1861 vollendet und ging als First Transcontinental Telegraph (deutsch „Erster transkontinentaler Telegraf“) in die amerikanische Technikgeschichte ein.
Der Pacific Telegraph Company fiel dabei die Aufgabe zu, den Leitungsabschnitt von Julesburg in Colorado, von wo aus eine Verbindung zum Leitungsnetz im Osten bestand, weiter nach Westen bis Salt Lake City zu errichten. Dort war der geplante Übergangspunkt zur Weiterleitung bis nach Kalifornien, der von der Overland Telegraph Company gebaut wurde.
Am 17. März 1868 wurde die Pacific Telegraph Company von der Western Union Telegraph Company übernommen.